# Кина на Светском првенству у атлетици на отвореном 2015.
Кина је учествовала на Светском првенству у атлетици на отвореном 2015. одржаном у Пекингу од 22. до 30. августа петнаести пут, односно учествовала је на свим првенствима до данас. Репрезентацију Кине је представљало 66 такмичара (29 мушкараца и 37 жене) који су се такмичили у 33 дисциплине (15 мушких и 18 женских).,
На овом првенству Кина је по броју освојених медаља заузела 11. место са 9 освојене медаља (једна златна, седам сребрних и једна бронзана). Поред медаља, Кина је остварила и следеће резултате: оборена су два континентална рекорда, два национална рекорда и шест лична рекорда и остварена су три најбоља национална резултат сезоне и 14 најбоља личних резултата сезоне. У табели успешности према броју и пласману такмичара који су учествовали у финалним такмичењима (првих 8 такмичара) Кина је са 18 учесника у финалу делила 5. место са 94 бода.
| Плас. | Земља | 1. место | 2. место | 3. место | 4. место | 5. место | 6. место | 7. место | 8. место | Бр. финал. | Бод. |
| ----- | ----- | -------- | -------- | -------- | -------- | -------- | -------- | -------- | -------- | ---------- | ---- |
| =5.   | Кина  | 1        | 7        | 1        | 1        | 5        | 1        | 1        | 1        | 18         | 94   |

## Учесници
| Мушкарци: - Џанг Пјеменг — 100 м, 4х100 м - Су Бингтјен — 100 м, 4х100 м - Сје Џенје — 200 м, 4х100 м - Гуо Џунгце — 400 м - Дуо Буђе — 5.000 м - Ванг Сју — Маратон - Сијанг Гуан — Маратон - Хаси Мухан — Маратон - Сје Венђуен — 110 м препоне - Џанг Хунглин — 110 м препоне - Ченг Вен — 400 м препоне - Мо Јоусјуе — 4х100 м - Ванг Џен — 20 км ходање - Целин Цаи — 20 км ходање - Чен Динг — 20 км ходање - Џанг Лин — 50 км ходање - Ју Веј — 50 км ходање - Ву Ћенлунг — 50 км ходање - Џанг Гуовеј — Скок увис - Ју Ванг — Скок увис - Јао Ђин — Скок мотком - Веј Џанг — Скок мотком - Ванг Ђенан — Скок удаљ - Гао Синглунг — Скок удаљ - Ли Ђинџе — Скок удаљ - Цао Шуо — Троскок - Донг Бин — Троскок - Сју Сјаолунг — Троскок - Џао Ћингганг — Бацање копља | Жене: - Јунгли Веј — 100 м, 4х100 м - Сјаођинг Љанг — 200 м, 4х100 м - Ђинг Џао — 800 м - Чангћин Динг — Маратон - Сјуећин Ванг — Маратон - Јинли Хе — Маратон - Шуђао Ву — 100 м препоне - Сја Сјао — 400 м препоне - Синјен Џанг — 3.000 м препреке - Линвеј Кунг — 4х100 м - Хуејђуен Лин — 4х100 м - Хуанг Гуејфен — 4х400 м - Ванг Хуан — 4х400 м - Ли Сјуе — 4х400 м - Ченг Чунг — 4х400 м - Хунг Љу — 20 км ходање - Сјуџи Лу — 20 км ходање - Ђингђинг Ње — 20 км ходање - Џенг Сингђуен — Скок увис - Ли Линг — Скок мотком - Менгђен Жен — Скок мотком - Минђа Лу — Скок удаљ - Јенмеј Ли — Троскок - Сјаохунг Ли — Троскок - Вупин Ванг — Троскок - Лиђао Гунг — Бацање кугле - Јанг Гао — Бацање кугле - Тјенћен Гуо — Бацање кугле - Су Синјуе — Бацање диска - Тан Ђен — Бацање диска - Лу Сјаосин — Бацање диска - Ванг Џенг — Бацање кладива - Џанг Венсју — Бацање кладива - Љу Тингтинг — Бацање кладива - Ли Лингвеј — Бацање копља - Лу Хуејхуеј — Бацање копља - Џанг Ли — Бацање копља |  |

## Освајачи медаља (9)

### Злато (1)
(Ж)
- Хунг Љу — 20 км ходање

### Сребро (1)
| (Ж) - Сјуџи Лу — 20 км ходање - Лиђао Гунг — Бацање кугле - Џанг Венсју — Бацање кладива - Лу Хуејхуеј — Бацање копља | (М) - Мо Јоусјуе, Сје Џенје, Џанг Пјеменг, Бингтјен Су — 4 х 100 м - Ванг Џен — 20 км ходање - Џанг Гуовеј — Скок увис |

### Бронза (1)
(М)
- Ванг Ђенан — Скок удаљ

## Резултати

### Мушкарци
| Атлетичар                                           | Дисциплина    | Лични рекорд       | Предтакмичење     | Предтакмичење     | Квалификације         | Квалификације        | Полуфинале           | Полуфинале           | Финале                                      | Финале               | Детаљи |
| Атлетичар                                           | Дисциплина    | Лични рекорд       | Резултат          | Место             | Резултат              | Место                | Резултат             | Место                | Резултат                                    | Место                | Детаљи |
| --------------------------------------------------- | ------------- | ------------------ | ----------------- | ----------------- | --------------------- | -------------------- | -------------------- | -------------------- | ------------------------------------------- | -------------------- | ------ |
| Су Бингтјен                                         | 100 м         | 9,99 (+1,5 м/с) НР | слободни          | слободни          | 10,03 КВ              | 1. у гр. 1           | 9,99 кв, =НР         | 4. у гр. 1           | 10,06                                       | 9 / 68 (71)          |        |
| Џанг Пјеменг                                        | 100 м         | 10,00              | слободни          | слободни          | 10,13 ЛРС             | 5. у гр. 3           | Није се квалификовао | Није се квалификовао | Није се квалификовао                        | 26 / 68 (71)         |        |
| Сје Џенје                                           | 200 м         | 20,44              |                   |                   | дисквалификован       | дисквалификован      | Није се квалификовао | Није се квалификовао | Није се квалификовао                        | Није се квалификовао |        |
| Гуо Џунгце                                          | 400 м         | 45,66              | 46,42             | 8. у гр. 3        | Није се квалификовао  | Није се квалификовао | Није се квалификовао | 42 / 44 (45)         |                                             |                      |        |
| Ванг Сју                                            | Маратон       | 2:15:35            |                   |                   |                       |                      |                      |                      | 2:23:08                                     | 24 / 33 (34)         |        |
| Сијанг Гуан                                         | Маратон       | 2:16:24            | 2:30:17           | 34 / 33 (34)      |                       |                      |                      |                      |                                             |                      |        |
| Хаси Мухан                                          | Маратон       | 2:14:26            | Није завршио трку | Није завршио трку |                       |                      |                      |                      |                                             |                      |        |
| Сје Венђуен                                         | 110 м препоне | 12,23              |                   |                   | 13,44 КВ              | 3. у гр. 1           | 13,39                | 3. у гр. 1           | Није се квалификовао                        | 15 / 37 (42)         |        |
| Џанг Хунглин                                        | 110 м препоне | 13,53              | Није завршио трку | Није завршио трку | Није се квалификовао  | Није се квалификовао | Није се квалификовао | Није се квалификовао | Архивирано на веб-сајту (27. децембар 2015) |                      |        |
| Ченг Вен                                            | 400 м препоне | 49,86              | 49,56 КВ, ЛР      | 4. у гр. 1        | 49,62                 | 8. у гр. 2           | Није се квалификовао | 21 / 40 (44)         | Архивирано на веб-сајту (26. новембар 2015) |                      |        |
| Мо Јоусјуе, Сје Џенје2, Џанг Пјеменг2, Бингтјен Су2 | 4 х 100 м     | 37,99 НР           | 37,92 КВ, АЗР, НР | 3. у гр. 2        |                       |                      | 38,01                |                      |                                             |                      |        |
| Ванг Џен                                            | 20 км ходање  | 1:17:36 НР         |                   |                   |                       |                      |                      |                      | 1:19:29                                     |                      |        |
| Целин Цаи                                           | 20 км ходање  | 1:18:47            | 1:20:42           | 5 / 50 (60)       |                       |                      |                      |                      |                                             |                      |        |
| Чен Динг                                            | 20 км ходање  | 1:17:40            | 1:21:39           | 9 / 50 (60)       |                       |                      |                      |                      |                                             |                      |        |
| Џанг Лин                                            | 50 км ходање  | 3:47:11            | 3:44:39 ЛР        | 6 / 38 (54)       |                       |                      |                      |                      |                                             |                      |        |
| Ју Веј                                              | 50 км ходање  | 3:46:57            | 3:45:21 ЛР        | 7 / 38 (54)       |                       |                      |                      |                      |                                             |                      |        |
| Ву Ћенлунг                                          | 50 км ходање  | 3:47:35            | 3:51:35           | 14 / 38 (54)      |                       |                      |                      |                      |                                             |                      |        |
| Џанг Гуовеј                                         | Скок увис     | 2,38               |                   |                   | 2,31 КВ               | 1. у гр. Б           |                      |                      | 2,33                                        |                      |        |
| Ју Ванг                                             | Скок увис     | 2,33               | 2,26              | 10. у гр. А       | Нису се квалификовали | 18 / 39 (41)         |                      |                      |                                             |                      |        |
| Јао Ђин                                             | Скок мотком   | 5,65               | 5,65 ЛР           | 11. у гр. Б       | Нису се квалификовали | 12 / 33 (40)         |                      |                      |                                             |                      |        |
| Веј Џанг                                            | Скок мотком   | 5,65               | 5,55              | 14. у гр. А       | Нису се квалификовали | 28 / 33 (40)         |                      |                      |                                             |                      |        |
| Ванг Ђенан                                          | Скок удаљ     | 8,25               | 8,12 кв           | 1. у гр. А        | 8,18                  |                      |                      |                      |                                             |                      |        |
| Гао Синглунг                                        | Скок удаљ     | 8,18               | 8,11 кв           | 4. у гр Б         | 8,14 ЛРС              | 4 / 28 (32)          |                      |                      |                                             |                      |        |
| Ли Ђинџе                                            | Скок удаљ     | 8,47               | 8,10 кв           | 5. у гр Б         | 8,10                  | 5 / 28 (32)          |                      |                      |                                             |                      |        |
| Цао Шуо                                             | Троскок       | 17,35              | 16,66             | 8. у гр. А        | Нису се квалификовали | 15 / 27 (28)         |                      |                      |                                             |                      |        |
| Донг Бин                                            | Троскок       | 17,38              | 16,44             | 9. у гр. Б        | Нису се квалификовали | 18 / 27 (28)         |                      |                      |                                             |                      |        |
| Сју Сјаолунг                                        | Троскок       | 16,93              | 16,19             | 13. у гр. А       | Нису се квалификовали | 24 / 27 (28)         |                      |                      |                                             |                      |        |
| Џао Ћингганг                                        | Бацање копља  | 89,15 НР           | 79,47 ЛРС         | 11. у гр. Б       | Нису се квалификовали | 17 / 33              |                      |                      |                                             |                      |        |

- Атлетичари означени бројем учествовали су у појединачним дисциплина.

### Жене
| Атлетичарка                                         | Дисциплина       | Лични рекорд | Квалификације | Квалификације | Полуфинале            | Полуфинале            | Финале                | Финале       | Детаљи                                      |
| Атлетичарка                                         | Дисциплина       | Лични рекорд | Резултат      | Место         | Резултат              | Место                 | Резултат              | Место        | Детаљи                                      |
| --------------------------------------------------- | ---------------- | ------------ | ------------- | ------------- | --------------------- | --------------------- | --------------------- | ------------ | ------------------------------------------- |
| Јунгли Веј                                          | 100 м            | 11,29        | 11,28 кв, ЛРС | 4. у гр. 6    | 11,27 ЛРС             | 8. у гр. 1            | Није се квалификовала | 22 / 52 (54) |                                             |
| Сјаођинг Љанг                                       | 200 м            | 23,78        | 23,57         | 7. у гр. 5    | Нису се квалификовале | Нису се квалификовале | Нису се квалификовале | 45 / 49 (51) | Архивирано на веб-сајту (30. новембар 2015) |
| Ђинг Џао                                            | 800 м            | 1:59,48      | 2:03,08 ЛРС   | 6. у гр. 3    | Нису се квалификовале | Нису се квалификовале | Нису се квалификовале | 37 / 44 (45) |                                             |
| Чангћин Динг                                        | Маратон          | 2:26:54      |               |               |                       |                       | 2:33:04               | 16 / 52 (67) |                                             |
| Сјуећин Ванг                                        | Маратон          | 2:25:53      | 2:41:42       | 28 / 52 (67)  |                       |                       |                       |              |                                             |
| Јинли Хе                                            | Маратон          | 2:27:35      | 2:27:35       | 37 / 52 (67)  |                       |                       |                       |              |                                             |
| Шуђао Ву                                            | 100 м препоне    | 12,72        | 13,09 КВ      | 4. у гр. 5    | 13,06                 | 7. у гр. 3            | Није се квалификовала | 19 / 37      |                                             |
| Сја Сјао                                            | 400 м препоне    | 56,25        | 58,12         | 7. у гр. 1    | Није се квалификовала | Није се квалификовала | Није се квалификовала | 32 / 36 (37) |                                             |
| Синјен Џанг                                         | 3.000 м препреке | 9:46,82      | 10:13,25      | 14. у гр. 3   |                       |                       | Није се квалификовала | 40 / 43 (45) | Архивирано на веб-сајту (15. децембар 2015) |
| Сјаођинг Љанг2 Линвеј Кунг Хуејђуен Лин Јунгли Веј2 | 4 х 100 м        | 42,23 НР     | 43,18         | 5. у гр. 1    | Нису се квалификовале | 10 / 16               |                       |              |                                             |
| Хуанг Гуејфен Ванг Хуан Ли Сјуе Ченг Чунг           | 4 х 400 м        | 3:24,28 НР   | 3:34,98       | 8. у гр. 1    | Нису се квалификовале | 16 / 16               |                       |              |                                             |
| Хунг Љу                                             | 20 км ходање     | 1:24:38      |               |               |                       |                       | 1:27:45               |              |                                             |
| Сјуџи Лу                                            | 20 км ходање     | 1:25:12      | 1:27:45       |               |                       |                       |                       |              |                                             |
| Ђингђинг Ње                                         | 20 км ходање     | 1:27:51      | 1:32:40       | 17 / 42 (50)  |                       |                       |                       |              |                                             |
| Џенг Сингђуен                                       | Скок увис        | 1,96         | 1,80          | 12. у гр. А   |                       |                       | Није се квалификовала | 26 / 28 (30) |                                             |
| Ли Линг                                             | Скок мотком      | 4,66 НР      | 4,55 кв       | 5. у гр. А    | 4,60                  | 9 / 26 (29)           |                       |              |                                             |
| Менгђен Жен                                         | Скок мотком      | 4,50         | 4,15          | 13. у гр. Б   | Нису се квалификовале | 25 / 26 (29)          |                       |              |                                             |
| Минђа Лу                                            | Скок удаљ        | 6,74         | 6,01          | 3. у гр А     | Нису се квалификовале | 30 / 31 (34)          |                       |              |                                             |
| Јенмеј Ли                                           | Троскок          | 14,35        | 13,57         | 9. у гр. Б    | Нису се квалификовале | 20 / 27 (28)          |                       |              |                                             |
| Сјаохунг Ли                                         | Троскок          | 14,20        | 13,52         | 12. у гр. А   | Нису се квалификовале | 21 / 27 (28)          |                       |              |                                             |
| Вупин Ванг                                          | Троскок          | 14,10        | 13,48         | 14. у гр. А   | Нису се квалификовале | 23 / 27 (28)          |                       |              |                                             |
| Лиђао Гунг                                          | Бацање кугле     | 20,35        | 19,11 КВ      | 2. у гр. Б    | 20,30                 |                       |                       |              |                                             |
| Јанг Гао                                            | Бацање кугле     | 18,65        | 18,21 кв      | 5. у гр. А    | 19,04 ЛР              | 5 / 24                |                       |              |                                             |
| Тјенћен Гуо                                         | Бацање кугле     | 18,59        | 17,10         | 7. у гр. Б    | Није се квалификовало | 16 / 24               |                       |              |                                             |
| Су Синјуе                                           | Бацање диска     | 64,27        | 61,68 кв      | 5. у гр. А    | 62,90                 | 8 / 31                |                       |              |                                             |
| Тан Ђен                                             | Бацање диска     | 64,45        | 59,84         | 8. у гр. Б    | Нису се квалификовале | 16 / 31               |                       |              |                                             |
| Лу Сјаосин                                          | Бацање диска     | 63,27        | 58,55         | 11. у гр. А   | Нису се квалификовале | 21 / 31               |                       |              |                                             |
| Ванг Џенг                                           | Бацање кладива   | 77,68 НР     | 73,06 КВ      | 3. у гр. А    | 73,83                 | 5                     |                       |              |                                             |
| Џанг Венсју                                         | Бацање кладива   | 77,33        | 72,92 КВ, ЛРС | 1. у гр. Б    | 76,33 ЛРС             |                       |                       |              |                                             |
| Љу Тингтинг                                         | Бацање кладива   | 73,06        | 67,07         | 9. у гр. Б    | Није се квалификовала | 22 / 30 (31)          |                       |              |                                             |
| Ли Лингвеј                                          | Бацање копља     | 65,11        | 65,07 КВ, ЛРС | 2. у гр. Б    | 64,10                 | 5 / 32                |                       |              |                                             |
| Лу Хуејхуеј                                         | Бацање копља     | 64,95        | 63,15 кв      | 5. у гр. А    | 66,13 АЗР, НР, ЛР     |                       |                       |              |                                             |
| Џанг Ли                                             | Бацање копља     | 65,47 НР     | 61,80 ЛРС     | 7. у гр. А    | Није се квалификовала | 14 / 32               |                       |              |                                             |

- Атлетичарке означене бројем учествовале су у појединачним дисциплина.